# 拳骨 (1915年の映画)
『拳骨』（げんこつ、英語: The New Exploits of Elaine, 「エレインの新たな英雄的行為」の意）は、1915年（大正4年）製作・公開、ワートン製作、パテ・エクスチェインジ配給によるアメリカ合衆国のサイレント映画、シリアル・フィルムである。日本での別題『エレーヌの勲功』（エレーヌのくんこう）。本作は 『拳骨』（原題：The Exploits of Elaine） の続篇であるが、日本では前作に引きつづき、本作の第1篇を『拳骨 第十五篇 圧搾瓦斯』として封切った。

## 略歴・概要
1914年（大正3年）、フランスの映画会社パテ・フレール（現在のパテ）がパール・ホワイトを主演にアメリカで製作・公開したシリアル『ポーリンの危難』 の大ヒットを受けて、レオポルド・ワートン、シオドア・ワートンのワートン兄弟が製作した前作『拳骨』の続篇として製作され、パテ・エクスチェインジが配給して、前作の最終話の公開された1915年3月30日の翌週、同年4月5日に第1篇を公開した。本作の第10篇のあとには、続々篇 The Romance of Elaine が製作された。
日本では、1916年（大正5年）3月、天然色活動写真（天活）が配給して、前作の第1篇『拳骨 第一篇 酸化薬の一種』が東京・浅草公園六区の帝国館で封切られるが、本作の第1篇は、別作品とせずに引き続き『拳骨 第十五篇 圧搾瓦斯』として、同年5月20日に同館で封切られた。
現在、本作の原版・上映用プリント等は散逸し現存しないとみなされている。

## スタッフ・作品データ
- 製作 : レオポルド・ワートン （Leopold Wharton）、シオドア・ワートン （Theodore Wharton）
- 監督 : ルイ・ガスニエ（Louis J. Gasnier）、レオポルド・ワートン、シオドア・ワートン
- 原作 : アーサー・B・リーヴ （Arthur B. Reeve）
- 脚本 : チャールズ・W・ゴダード （Charles Goddard）
- 撮影 : 不明

- 上映時間（巻数） : 約200分（2巻もの全10話 各話約20分、全20巻[2]）
- フォーマット : 白黒映画 - スタンダードサイズ（1.37:1） - サイレント映画
- 日本初回興行 : 浅草・帝国館

## キャスト
クレジット順
- パール・ホワイト （Pearl White） - Elaine Dodge
- クレイトン・ヘイル （Creighton Hale） - Walter Jameson
- アーノルド・デイリー （Arnold Daly [5]） - Detective Craig Kennedy
- エドウィン・アーデン （Edwin Arden [6]） - Wu Fang
- M・W・レイル （M. W. Rale [7]） - Long Sin
- ベッシー・ワートン （Bessie Wharton [8]） - Aunt Josephine
- ガゼル・マーシュ （Gazelle Marche [9]） - Innocent Inez
- アー・リン・フー （Ah Ling Foo [10]） - Chinese Heavy

以下アルファベット順
- ハワード・コディ （Howard Cody [11]）

## サブタイトル
各話のサブタイトル、公開日の一覧である。
1. 『拳骨 第十五篇 圧搾瓦斯』 The Serpent Sign （ 1915年4月5日、 1916年5月20日）
2. 『拳骨 第十六篇 不思議な指環』 The Cryptic Ring
3. 『拳骨 第十七篇 監視の眼』 The Watching Eye
4. 『拳骨 第十八篇 呉方の復讐』 The Vengeance of Wu Fang
5. 『拳骨 第十九篇 救ひの環』 The Saving Circles
6. 『拳骨 第廿篇 自燃』 Spontaneous Combustion
7. 『拳骨 第廿一篇 壁に耳』 The Ear In The Wall
8. 『拳骨 第廿二篇』 The Opium Smugglers
9. 『拳骨 第廿三篇』 The Tell-Tale Heart
10. 『拳骨 第廿四篇』 Shadows of War

## 関連事項
- ポーリンの危難
- 拳骨 (1914年の映画)
- 拳骨 (1915年の映画の続篇)
- 1916年の日本公開映画
- en:List of film serials
- en:List of film serials by studio

## 註
1. 1 2 3  The New Exploits of Elaine, Internet Movie Database （英語）, 2010年7月15日閲覧。
2. 1 2 3 4  『20世紀アメリカ映画事典』、編・畑暉男、カタログハウス、2002年4月、ISBN 4905943507, p.42.
3. ↑  The Perils of Pauline - IMDb（英語）, 2010年7月15日閲覧。
4. ↑  The New Exploits of Elaine, silentera.com （英語）, 2010年7月15日閲覧。
5. ↑  Arnold Daly - IMDb（英語）, 2010年7月15日閲覧。
6. ↑  Edwin Arden - IMDb（英語）, 2010年7月15日閲覧。
7. ↑  M.W. Rale - IMDb（英語）, 2010年7月15日閲覧。
8. ↑  Bessie Wharton - IMDb（英語）, 2010年7月15日閲覧。
9. ↑  Gazelle Marche - IMDb（英語）, 2010年7月15日閲覧。
10. ↑  Ah Ling Foo - IMDb（英語）, 2010年7月15日閲覧。
11. ↑  Howard Cody - IMDb（英語）, 2010年7月15日閲覧。